# Éxtasis: tres relatos de amor químico
Éxtasis: tres relatos de amor químico —título original en inglés: Ecstasy: Three Tales of Chemical Romance—, es una colección de tres novelas del escritor Irvine Welsh.

## Historias

### Lorraine va a Livingston
Después de sufrir un derrame cerebral, Rebecca Navarro, una exitosa escritora de novelas románticas, descubre la verdad sobre su corrupto marido amante de la pornografía. Con la ayuda de Lorraine, su enfermera sexualmente confundida, Rebecca trama su venganza.
Otra enfermera del hospital, Glen, ha estado admirando secretamente a Lorraine, pero después de una noche en un club, decide seguir adelante con su relación con su amiga Yvonne. Mientras tanto, Glen ha estado aceptando dinero de Freddy Royle, una estrella de televisión con hábitos de necrofilia. Los fideicomisarios del hospital hacen la vista gorda al extraño y nefasto pasatiempo de Royle, sin embargo, un forense comienza a sospechar.

### La fortuna siempre se oculta
Samantha Worthington, una mujer amargada y víctima de la talidomida, recluta a un hooligan llamado Dave para ayudarla a vengarse del último hombre con vida causante de la deformidad en sus brazos, el director de marketing de la droga. La historia es contada a través de flashbacks del pasado de Samantha, escenas en retrospectiva del pasado del vendedor de la droga y su bienestar actual, así como también una perspectiva de Dave en primera persona. 

### Los indestructibles
La historia cuenta episodios de la vida de dos usuarios de drogas recreativas. Lloyd, dueño de un club, comienza a cuestionar su vida y considera la posibilidad de enamorarse. Heather, una ama de casa, abandona a su marido y comienza una nueva vida al estilo rave, donde se encuentra con Lloyd. Hay una película basada en esta historia, llamada Irvine Welsh's Ecstasy, la cual fue producida y dirigida por Rob Heydon en 2011.

## Adaptaciones
Poco después de su publicación, el libro fue adaptado en una obra de teatro por el dramaturgo canadiense Keith Wyatt. La obra debutó en el Edmonton Fringe Festival de 1998, y realizó una gira a través de Canadá y el Edinburgh Fringe Festival en 1999. En Edimburgo, la producción contó con la presencia del autor del libro, Irvine Welsh.